# Combray (Calvados)
Pour les articles homonymes, voir Combray.
Cet article concerne la commune du Calvados. Pour la commune mentionnée dans À la recherche du temps perdu, voir Illiers-Combray.
Combray est une commune française, située dans le département du Calvados en région Normandie, peuplée de 143 habitants.

## Géographie
| Donnay, Esson (sur quelques dizaines de mètres)   | Donnay     | Donnay |
| Caumont-sur-Orne, Saint-Rémy(sur quelques mètres) | Combray    | Donnay |
| Saint-Omer                                        | Saint-Omer | Donnay |

### Hydrographie
La commune est située dans le bassin Seine-Normandie. Elle est drainée par le ruisseau de la Vallée des Vaux, le ruisseau du Pont de Combray et le cours d'eau 05 du Mesnil,,.

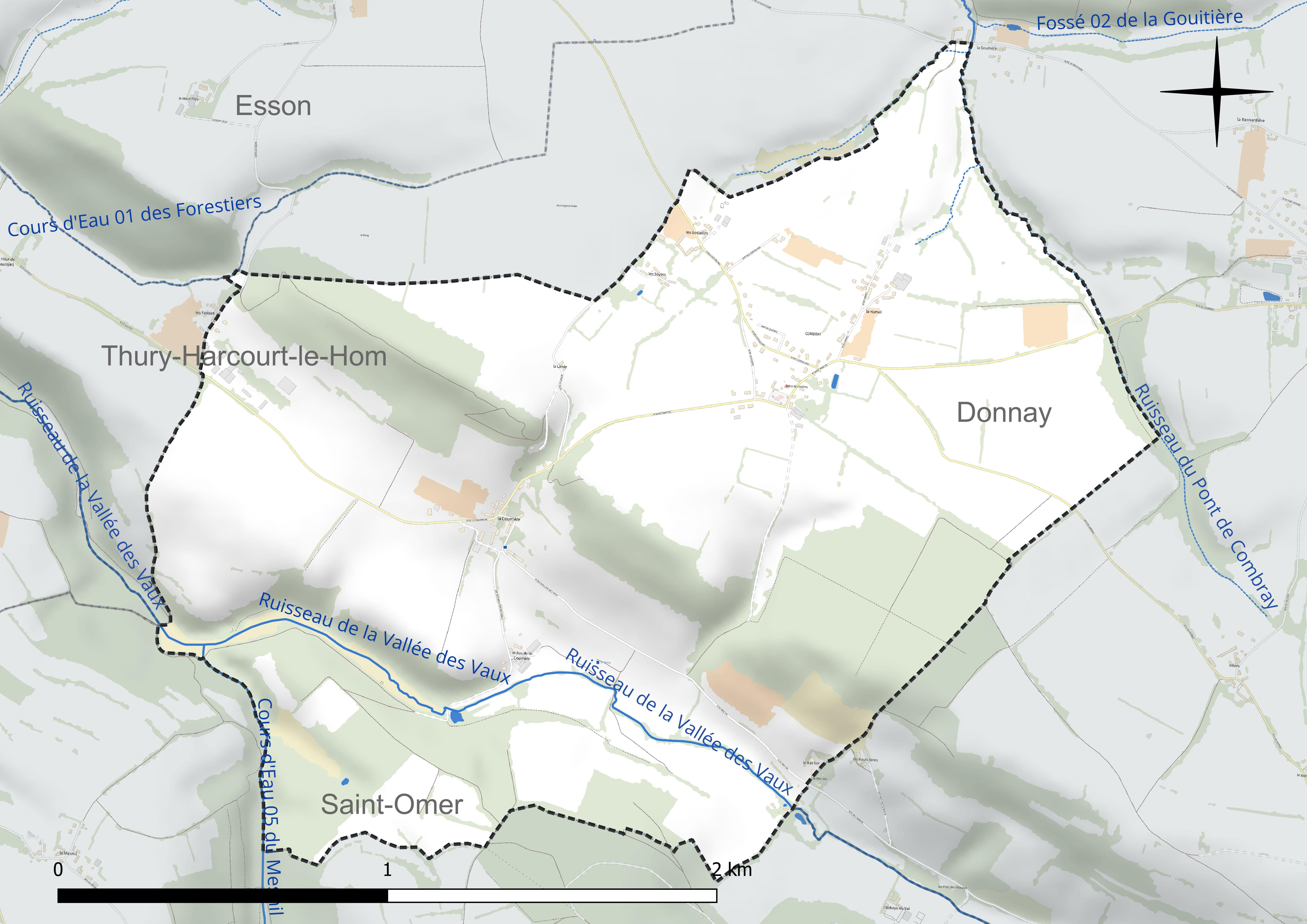
Réseau hydrographique de Combray.

### Climat
Pour des articles plus généraux, voir Climat de la Normandie et Climat du Calvados.
En 2010, le climat de la commune est de type climat océanique franc, selon une étude du CNRS s'appuyant sur une série de données couvrant la période 1971-2000. En 2020, Météo-France publie une typologie des climats de la France métropolitaine dans laquelle la commune est exposée à un climat océanique et est dans la région climatique  Normandie (Cotentin, Orne), caractérisée par une pluviométrie relativement élevée (850 mm/a) et un été frais (15,5 °C) et venté. Parallèlement le GIEC normand, un groupe régional d'experts sur le climat, différencie quant à lui, dans une étude de 2020, trois grands types de climats pour la région Normandie, nuancés à une échelle plus fine par les facteurs géographiques locaux. La commune est, selon ce zonage, exposée à un « climat contrasté des collines », correspondant au Bocage normand, bien arrosé, voire très arrosé sur les reliefs les plus exposés au flux d'ouest, et frais en raison de l'altitude.
Pour la période 1971-2000, la température annuelle moyenne est de 10,2 °C, avec  une amplitude thermique annuelle de 12,5 °C. Le cumul annuel moyen de précipitations est de 893 mm, avec 13,3 jours de précipitations en janvier et 8 jours en juillet. Pour la période 1991-2020, la température moyenne annuelle observée sur la station météorologique la plus proche, située sur la commune de Pierrefitte-en-Cinglais à 6 km à vol d'oiseau, est de 11,2 °C et le cumul annuel moyen de précipitations est de 806,5 mm,. Pour l'avenir, les paramètres climatiques de la commune estimés pour 2050 selon différents scénarios d'émission de gaz à effet de serre sont consultables sur un site dédié publié par Météo-France en novembre 2022.

## Urbanisme

### Typologie
Au 1er janvier 2024, Combray est catégorisée commune rurale à habitat très dispersé, selon la nouvelle grille communale de densité à 7 niveaux définie par l'Insee en 2022.
Elle est située hors unité urbaine. Par ailleurs la commune fait partie de l'aire d'attraction de Caen, dont elle est une commune de la couronne,. Cette aire, qui regroupe 296 communes, est catégorisée dans les aires de 200 000 à moins de 700 000 habitants,.

### Occupation des sols
L'occupation des sols de la commune, telle qu'elle ressort de la base de données européenne d'occupation biophysique des sols Corine Land Cover (CLC), est marquée par l'importance des territoires agricoles (75,4 % en 2018), en diminution par rapport à 1990 (76,9 %). La répartition détaillée en 2018 est la suivante : 
terres arables (37,7 %), prairies (37,7 %), forêts (24,6 %). L'évolution de l'occupation des sols de la commune et de ses infrastructures peut être observée sur les différentes représentations cartographiques du territoire : la carte de Cassini (XVIIIe siècle), la carte d'état-major (1820-1866) et les cartes ou photos aériennes de l'IGN pour la période actuelle (1950 à aujourd'hui).

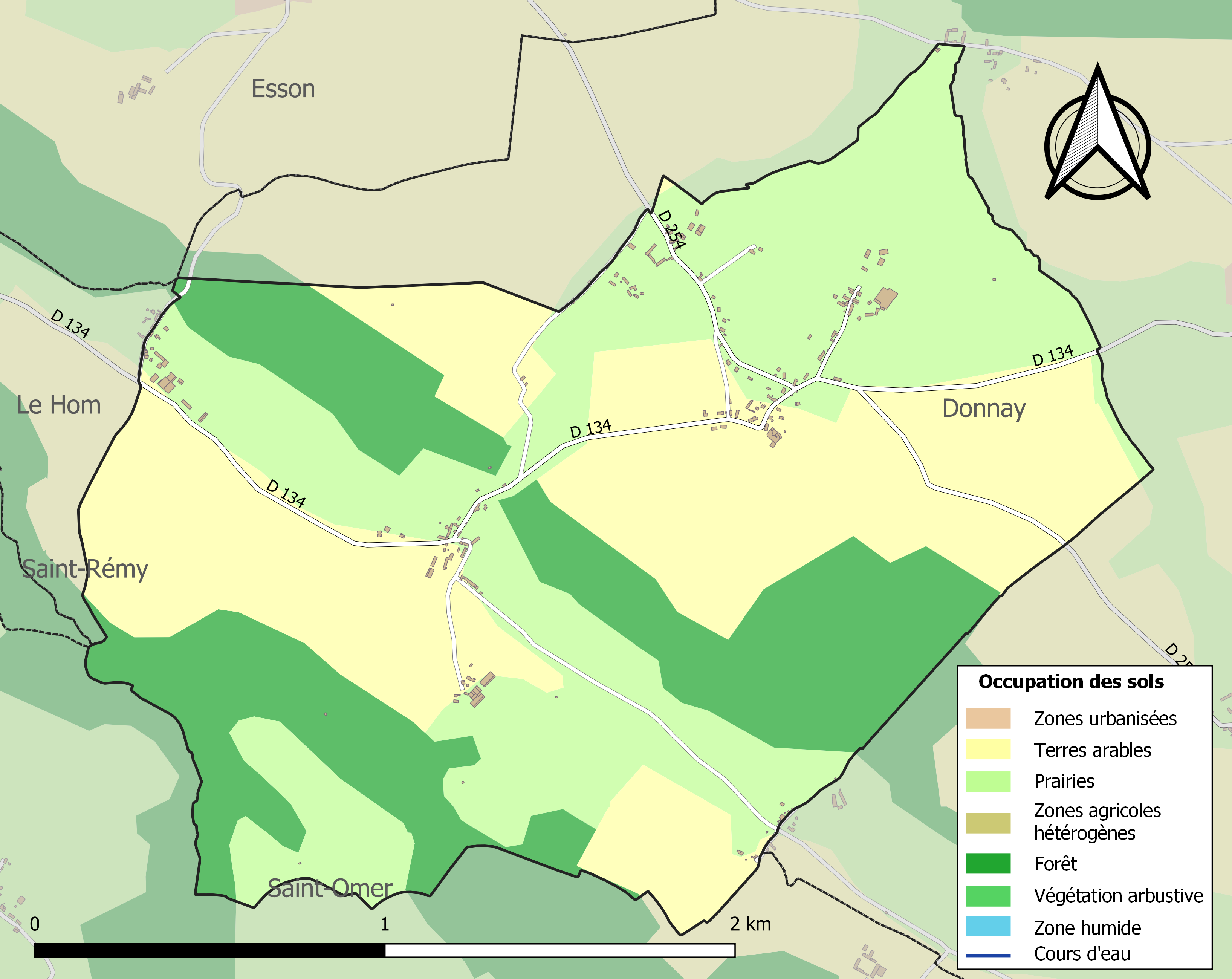
Carte des infrastructures et de l'occupation des sols de la commune en 2018 (CLC).

## Toponymie
Le nom de la localité est attesté sous la forme Combrai vers l'an 1000 et vers 1060[source insuffisante].

## Politique et administration
| Période                                  | Période    | Identité           | Étiquette | Qualité             |
| ---------------------------------------- | ---------- | ------------------ | --------- | ------------------- |
| 1983                                     | mars 2008  | Raymond Brion      | SE        | Exploitant agricole |
| mars 2008                                | avril 2014 | Daniel Margueritte | SE        | Agriculteur         |
| avril 2014                               | En cours   | Roger Havas        | SE        | Négociant pétrolier |
| Les données manquantes sont à compléter. |            |                    |           |                     |

Le conseil municipal est composé de onze membres dont le maire et deux adjoints.

## Démographie
L'évolution du nombre d'habitants est connue à travers les recensements de la population effectués dans la commune depuis 1793. Pour les communes de moins de 10 000 habitants, une enquête de recensement portant sur toute la population est réalisée tous les cinq ans, les populations de référence des années intermédiaires étant quant à elles estimées par interpolation ou extrapolation. Pour la commune, le premier recensement exhaustif entrant dans le cadre du nouveau dispositif a été réalisé en 2004.
En 2022, la commune comptait 143 habitants, en évolution de −4,67 % par rapport à 2016 (Calvados : +1,58 %, France hors Mayotte : +2,11 %).
Combray a compté jusqu'à 573 habitants en 1821.
| 1793 | 1800 | 1806 | 1821 | 1831 | 1836 | 1841 | 1846 | 1851 |
| ---- | ---- | ---- | ---- | ---- | ---- | ---- | ---- | ---- |
| 438  | 430  | 424  | 573  | 402  | 377  | 363  | 368  | 367  |

| 1856 | 1861 | 1866 | 1872 | 1876 | 1881 | 1886 | 1891 | 1896 |
| ---- | ---- | ---- | ---- | ---- | ---- | ---- | ---- | ---- |
| 348  | 330  | 336  | 306  | 286  | 263  | 280  | 287  | 268  |

| 1901 | 1906 | 1911 | 1921 | 1926 | 1931 | 1936 | 1946 | 1954 |
| ---- | ---- | ---- | ---- | ---- | ---- | ---- | ---- | ---- |
| 247  | 231  | 226  | 182  | 156  | 148  | 155  | 166  | 142  |

| 1962 | 1968 | 1975 | 1982 | 1990 | 1999 | 2004 | 2006 | 2009 |
| ---- | ---- | ---- | ---- | ---- | ---- | ---- | ---- | ---- |
| 122  | 123  | 95   | 100  | 98   | 130  | 120  | 117  | 137  |

| 2014 | 2019 | 2022 | - | - | - | - | - | - |
| ---- | ---- | ---- | - | - | - | - | - | - |
| 151  | 144  | 143  | - | - | - | - | - | - |

## Lieux et monuments
- Église Saint-Martin, XIe siècle, très remaniée.
- À l'est de l'église, a été bâti un manoir au XVe siècle, sur l'emplacement d'un château plus ancien dont il ne subsiste que la motte, aplanie, l'enceinte et les fossés de la basse-cour[26],[27],[28]. Le château du XVe siècle, dont il ne reste aucune trace, hormis la motte féodale appelée la Grande Cour, a été vendu pendant la Révolution. En 1880 , il subsistait encore des bâtiments d'habitations et d'exploitation[29].

## Personnalités liées à la commune
- Geoffroi de Combray (XIe siècle), cité dans les listes des compagnons de Guillaume le Conquérant.